# 平原村 (岐阜県)
平原村（ひらはらむら）は、かつて岐阜県海津郡に存在した村である。
現在の海津市海津町平原。元は安八郡の村であった。
昭和の大合併の際、平原地区は今尾町から分離し、海津町に編入されている。

## 歴史
- 1875年（明治8年）
  - 安八郡成田村、下成田村、内野村が合併し平原村（初代）が発足。
  - 石津郡馬目村、内記村、福島村が合併し、三喜村になる。
- 1878年（明治11年） - 石津郡が上石津郡と下石津郡に分割され、三喜村は下石津郡の所属となる。
- 1881年（明治14年）11月 - 三喜村が福島村、馬目村、内記村[1]に分立。
- 1889年（明治22年）7月1日 - 安八郡平原村と下石津郡福島村が合併し、改めて平原村が発足。
- 1897年（明治30年）4月1日[2] - 郡制に基づき、下石津郡、海西郡と、平原村を含む安八郡の一部[3]が合併し、海津郡になる。
- 1897年（明治30年）4月1日 - 今尾町、高田村、三郷村、仏師川村、土倉村、脇野村、西島村と合併し、改めて今尾町が発足。同日平原村廃止。
- 1955年（昭和30年）2月1日 - 今尾町の旧村域が海津町に編入される。